# أليكسي بيريزين
أليكسي بيريزين (بالروسية: Березин, Алексей Владимирович)‏ هو لاعب كرة قدم روسي، ولد في 16 أبريل 1993 في قازان في روسيا. لعب مع أرسنال تولا وروبين كازان وويدزي لودز.

## وصلات خارجية
- أليكسي بيريزين على موقع قاعدة بيانات كرة القدم.إي يو (الإنجليزية)
- أليكسي بيريزين على موقع Soccerway.com (الإنجليزية)
- أليكسي بيريزين على موقع AS.com (الإسبانية)